# Urbano Fieschi (mort en 1524)
Urbano II Fieschi (mort le 23 janvier 1524), ecclésiastique italien, fut évêque de Fréjus à partir de 1511 puis archevêque de Ravenne de 1517 à 1524.

## Biographie
Urbano II Fieschi est le neveu, vicaire général et coadjuteur de son oncle Nicolas Fieschi. Ce dernier lui cède le 5 novembre 1511 son diocèse de Fréjus et le 4 novembre 1517 son titre d'archevêque de Ravenne où il meurt le 23 janvier 1524.